# Capanna Corno Gries
Die Capanna Corno Gries (auch Capanna Corno-Gries, dt. Corno Gries Hütte) ist eine Berghütte des Schweizer Alpen-Clubs (SAC) und Eigentum der Sektion Rossberg in Zug. Die Hütte ist nach dem Grieshorn (ital. Corno Gries) benannt. Sie wurde 1927 eingeweiht und 2007 erweitert.

## Beschreibung

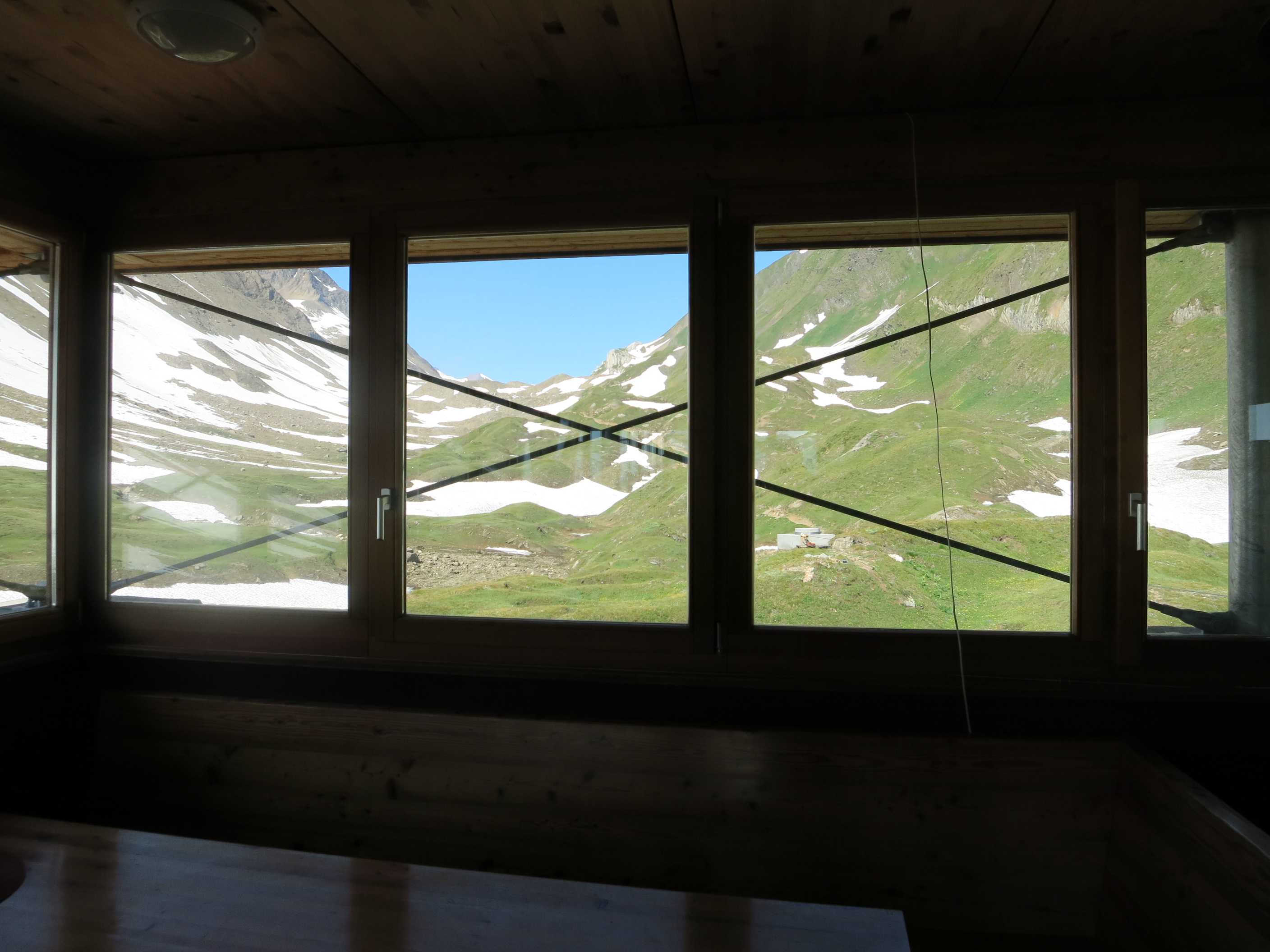
Speisesaal

Die Hütte befindet sich auf einer Höhe von 2338 m im Val Corno, nordöstlich des Grieshorns und oberhalb der Nufenenpassstrasse. Sie liegt oberhalb der Alpe di Cruina und des Ortes All‘Acqua auf dem Gebiet der Gemeinde Bedretto im oberen Bedrettotal im Kanton Tessin.
Die Hütte wurde 1927 erbaut, 1933 vergrössert und 1978 renoviert.
2007 wurde sie nach den Plänen des Architekten Silvano Caccia aufgestockt und vergrössert. Sie besteht neu aus drei Stockwerken (Eingang und Sanitäre Anlagen, Speisesaal und Küche, Schlafräume), hat einen Speisesaal für ca. 50 Plätze mit einer 360°-Panoramasicht auf die Umgebung und verfügt über 46 Schlafplätze in acht Zimmern.
Seit 2017 ist die Hütte im Besitz der SAC-Sektion Rossberg in Zug, zuvor gehörte sie der SAC-Sektion Bellinzona.
In Abwesenheit der Hüttenwarte steht im Winterraum ein Holzherd samt Küchenutensilien zur Verfügung. Toiletten und fliessendes Wasser befinden sich im Innern des Gebäudes. Es wird mit Holz geheizt. Für die Beleuchtung gibt es neben Netzstrom auch Sonnenkollektoren. Die Hütte besitzt eine Materialseilbahn.
Die Hütte eignet sich für Wanderungen mit Kindern, Ski- und Gipfeltouren und als Etappenort für Weitwanderungen (z. B. GTA).
Bei der Capanna Corno Gries beginnt auch der Höhenweg Via Alta Idra, der in 12 Etappen von der Quelle des Flusses Tessin bis zu seiner Mündung in den Lago Maggiore führt.

## Zugänge
Im Sommer kann die Hütte auf Wanderwegen erreicht werden:
- von der Alpe di Cruina (2002 m) an der Nufenenpassstrasse in 1 Stunde (T2 SAC-Wanderskala).
- von der Nufenenpasshöhe (2478 m) in 3 Stunden (T2).
- von All'Acqua (1614 m) in 3 Stunden (T2).

Die drei Ausgangspunkte sind Haltestellen der Postautolinie ab Airolo.

## Gipfeltouren
- Blinnenhorn – 3374 m
- Corno Gries – 2969 m
- Piccolo Corno Gries – 2930 m

## Wanderungen
- Lago Gries 2477 m in 2 Stunden (T2).

## Benachbarte Hütten
- Pianseccohütte (Capanna Piansecco) 3 Stunden
- Rifugio Maria Luisa im Val Toggia (Italien) 3 Stunden
- Rifugio Città di Busto (Italien) 3 Stunden
- Rifugio Cesare Mores 3 ½ Stunden (Italien)
- Capanna Basòdino 5 Stunden
- Cristallinahütte (Capanna Cristallina) 6 Stunden
- Rifugio Margaroli auf der Alpe Vannino (Italien) 6 Stunden